# Irmãs Hong
Hong Jung-eun (hangul: 홍정은; hanja: 洪貞恩; rr: Hong Jeong-eun; MR: Hong Chŏngŭn: nascida em 1974) e Hong Mi-ran (hangul: 홍미란; hanja: 洪美蘭; rr: Hong Mi-ran; MR: Hong Miran; nascida em 1977), conhecidas coletivamente como as irmãs Hong (hangul: 홍자매; hanja: 洪姊妹; rr: Hong Jamae), são roteiristas de televisão sul-coreanas da Studio Shot, uma empresa do grupo Imaginus. Juntas, elas escreveram roteiros de diversas comédias românticas populares, notadamente My Girl (2005), You're Beautiful (2009), My Girlfriend Is a Gumiho (2010), The Greatest Love (2011), Master's Sun (2013), A Korean Odyssey (2017–2018), Hotel del Luna (2019), Alchemy of Souls (2022) e sua sequência Alchemy of Souls: Light and Shadow (2022–2023).

## Carreira
Antes de se tornarem roteiristas de séries, Hong Jung-eun e Hong Mi-ran trabalharam como roteiristas de programas de variedades. Hong Jung-eun começou como redatora assistente na MBC em 1998 e trabalhou lá por 8 anos. Ela escreveu para o Sunday Sunday Night da MBC, People Looking for Laughter e o Mysterious TV Surprise. Hong Mi-ran trabalhou como redatora de programas por 5 anos, contribuindo para o Columbus' Great Discovery da SBS e a sitcom Run, My Mom da KBS2.
As irmãs Hong fizeram sua estreia como roteiristas de dramas de TV em 2005 com Sassy Girl Chun-hyang, uma versão moderna do famoso conto popular coreano Chunhyangjeon, no qual Chun-hyang não é uma heroína passiva, mas uma garota teimosa e atrevida. Tornou-se um grande sucesso não apenas na Coreia, mas em toda a Ásia. Seu sucessor, My Girl (2005), sobre uma vigarista atrevida que finge ser a neta há muito tempo desaparecida de um homem rico, foi igualmente bem-sucedido. Os dois dramas transformaram seus jovens atores — Han Chae-young, Jae Hee, Lee Da-hae, Lee Joon-gi, e Lee Dong-wook — em nomes conhecidos e estrelas Hallyu.
A sequência de acertos da Irmãs continuou com Couple or Trouble (também conhecido como Fantasy Couple, 2006), um remake do filme de Hollywood de 1987, Overboard. Han Ye-seul atuou como uma herdeira esnobe com amnésia que se apaixona por um faz-tudo interpretado por Oh Ji-ho.
Em Hong Gil-dong (2008), as Hong basearam seu protagonista no herói popular fictício Hong Gil-dong, um Robin Hood da era Joseon. Mas a comédia dramática misturada com ficção histórica estrelada por Kang Ji-hwan e Sung Yu-ri combinou uma trama ambientada na corte real e romance com acrobacias exageradas, trajes exuberantes, humor banal e música moderna anacrônica. A série foi popular na internet, mas recebeu avaliações medianas. Também ganhou o prêmio de Melhor Minissérie no Roma Fiction Fest de 2008.
You're Beautiful (2009) foi estrelada por Jang Keun-suk e Park Shin-hye, no qual uma freira ingênua se veste como um idol de uma boy band. Ao contrário dos primeiros trabalhos das Hongs, o drama não obteve uma audiência alta, mas criou um culto de seguidoresonline e entre os telespectadores internacionais. Muitos de seus primeiros fãs assistiram ao drama online. A série foi transmitida em vários países asiáticos, incluindo Japão, China, Tailândia, Malásia, Singapura, Indonésia, Emirados Árabes Unidos e as Filipinas. Alcançou altos índices de audiência na Fuji TV no Japão, superando seus concorrentes no mesmo horário A série se tornou tão popular no Japão que acredita-se ter superado a popularidade de Winter Sonata, outro drama coreano popular no Japão lançado no início dos anos 2000.
O álbum da trilha sonora da minissérie rapidamente ganhou popularidade, vendendo 20.000 cópias na primeira semana de seu lançamento. Tornou-se um campeão de vendas em vários sites de música, como MelOn, Dosirak e Mnet. Até o final de 2011, o álbum vendeu um total de 57.000 cópias na Coreia do Sul. O álbum foi planejado e produzido por Han Sung-ho, que também trabalhou no drama anterior das Hongs, Brilliant Legacy. O drama incluiu imagens do show de ANJELL, onde foi relatado que cerca de 25.000 fãs compareceram.
Tamanha foi sua popularidade na Ásia que remakes foram produzidos no Japão (Ikemen desu ne, 2011) e em Taiwan (Fabulous Boys, 2013).
As Hongs brincaram e tomaram a liberdade de fazer releituras com a mitologia coreana em seu próximo drama de sucesso de 2010. Em My Girlfriend Is a Nine-Tailed Fox, a gumiho (ou raposa de nove caudas) da série não é a aterrorizante femme fatale da lenda original que se alimenta de fígados humanos. Em vez disso, ela é uma garota fofa e sem noção (interpretada por Shin Min-ah) que adora comer carne bovina, enquanto um aspirante a dublê (Lee Seung-gi) a acompanha em sua jornada para se tornar uma humana para sempre.
Seu próximo drama, The Greatest Love, de 2011, foi novamente ambientado no mundo moderno, e estrelado por Cha Seung-won como a estrela mais amada do país que se apaixona por uma cantora pop ( Gong Hyo-jin ). A série liderou seu horário de exibição, e não apenas conquistou o MBC Drama Awards de 2011 (incluindo o prêmio de Roteirista do Ano para as irmãs Hong), Gong também ganhou o prêmio de Melhor Atriz no Baeksang Arts Awards de 2012.
Big (2012), em que um jovem de 18 e um homem de 30 anos trocam de corpo, foi estrelado por Gong Yoo e Lee Min-jung. O drama é, sem dúvida, o trabalho de menor sucesso das Hongs até agora, carecendo tanto de altos números de audiência quanto de repercussão por parte do público.

As irmãs se reuniram com a atriz Gong Hyo-jin em Master's Sun (2013), uma comédia romântica de terror, com So Ji-sub, sobre uma mulher que vê fantasmas.
“Roteiristas com experiência na área do entretenimento são bons em criar histórias que podem manter os espectadores grudados em cada episódio. Como o entretenimento é uma competição baseada em minutos e segundos, acho que a compulsão de mudar de canal, mesmo que fosse chato por apenas um minuto, naturalmente levou ao treino."
Jinhyuk, Produtor Diretor da SBS e Diretor de Master's Sun
Em 2015, eles escalaram Yoo Yeon-seok e Kang So-ra para a série Warm and Cozy, ambientada em um restaurante na Ilha de Jeju. O título é a tradução em inglês da frase dita no dialeto de Jeju, "Mendorong Ttottot".
Em 2017, as irmãs Hong escreveram uma adaptação moderna do romance clássico chinês Jornada ao Oeste, intitulada A Korean Odyssey. A série reuniu Cha Seung-won, Lee Seung-gi e Lee Hong-gi, que já haviam colaborado com as irmãs Hong em produções anteriores. Também reúne as irmãs Hong e o diretor Park Hong-kyun, que já haviam trabalhado juntos em Warm and Cozy (2015) e The Greatest Love (2011). Os diretores Kim Jung-hyun e Kim Byung-soo mais tarde se juntaram à equipe de produção.
A Korean Odyssey estreou na tvN em 23 de dezembro de 2017, indo ao ar todos os sábados e domingos. Dados do Nielsen Korea revelaram que foi o programa com maior audiência em seu horário ao comparar emissoras no mesmo período, ultrapassando os canais a cabo e de rede pública em seu episódio de estreia. Além disso, a série estabeleceu um novo recorde de audiência entre os dramas da tvN para as pessoas de 20 a 49 anos, de acordo com a Nielsen Korea.
Em maio de 2018, a escritora de web novels, Ttangyeol, acusou as irmãs Hong de plagiar seu romance "Aeyugi". As irmãs Hong negaram as acusações, afirmando que o drama já estava em fase de planejamento antes de “Aeyugi” ser publicado em 2015. Ambas as obras são baseadas no romance clássico chinês do século XVI, Jornada ao Oeste. Em 15 de fevereiro de 2019, o Tribunal Distrital Ocidental de Seul decidiu a favor das irmãs Hong, rejeitando as acusações de plágio.
Depois de alguns anos difíceis, a dupla esteve de volta com outro show de sucesso, Hotel del Luna, apresentando Lee Ji-eun e Yeo Jin-goo, como protagonistas e, respectivamente, proprietária de um hotel exclusivo à fantasmas. Produzido pela GTist e dirigido por Oh Chung-hwan, foi transmitido pela tvN de 13 de julho a 1º de setembro de 2019. Tornou-se o drama da tvN mais assistido de 2019 e continua sendo um dos dramas coreanos de maior audiência na história da televisão a cabo coreana. Foi também a série de fantasia mais popular na plataforma Viki em 2019.
Após um hiato de 3 anos, as irmãs Hong retornaram com uma série de fantasia chamada Alchemy of Souls. O drama é estrelado por Lee Jae-wook, Jung So-min, Go Youn-jung e Hwang Min-hyun. Dirigida por Park Joon-hwa, a história gira em torno de jovens magos transitando entre dois reinos: o do céu e o da Terra. Foi ao ar originalmente na tvN. Também está disponível para streaming no TVING e na Netflix, em regiões selecionadas. A série é dividida em duas partes: a Parte 1, exibida de 18 de junho a 28 de agosto de 2022, totalizando 20 episódios, enquanto a Parte 2 (Alchemy of Souls: Light and Shadow) foi ao ar entre de 10 de dezembro de 2022 a 8 de janeiro de 2023, com 10 episódios ao todo.

## Estilo de roteiro
Um de seus diferenciais é o de evitar protagonistas estereotipadas, comuns nos dramas coreanos, e dar lugar e explorar jovens mais dinâmicas e apaixonadas, notadamente Seong Chun-hyang (Han Chae-young), Joo Yu-rin (Lee Da-hae) e Jo Anna (Han Ye-seul).
Outro ponto a destacar é o de trazer personagens de  histórias clássicas e românticas e levar ao mundo atual, reinventando-os. Assim, elas priorizam seu foco no crescimento moral de pessoas comuns, e não em de heróis.

## Filmografia
| Ano       | Título                             | Rede    | Diretor(es)                   | Eps. |      |                       |      |                             |    |
| --------- | ---------------------------------- | ------- | ----------------------------- | ---- | ---- | --------------------- | ---- | --------------------------- | -- |
| Ano       | Título                             | Rede    | Diretor(es)                   | Eps. | 2005 | Sassy Girl Chun-hyang | KBS2 | Jeon Ki-sang, Ji Byung-hyun | 17 |
| 2005–2006 | My Girl                            | SBS     | Jeon Ki-sang                  | 16   |      |                       |      |                             |    |
| 206       | Couple or Trouble                  | MBC     | Kim Sang-ho                   | 16   |      |                       |      |                             |    |
| 2008      | Hong Gil-dong                      | KBS2    | Lee Jung-sub                  | 24   |      |                       |      |                             |    |
| 2009      | You're Beautiful                   | SBS     | Hong Sung-chang               | 16   |      |                       |      |                             |    |
| 2010      | My Girlfriend Is a Nine-Tailed Fox | SBS     | Boo Sung-chul                 | 16   |      |                       |      |                             |    |
| 2011      | The Greatest Love                  | MBC     | Park Hong-kyun, Lee Dong-yoon | 16   |      |                       |      |                             |    |
| 2012      | Big                                | KBS2    | Ji Byung-hyun, Kim Sung-yoon  | 16   |      |                       |      |                             |    |
| 2013      | Master's Sun                       | SBS     | Jin Hyuk                      | 17   |      |                       |      |                             |    |
| 2015      | Warm and Cozy                      | MBC     | Park Hong-kyun, Kim Hee-won   | 16   |      |                       |      |                             |    |
| 2017–2018 | A Korean Odyssey                   | tvN     | Park Hong-kyun                | 20   |      |                       |      |                             |    |
| 2019      | Hotel del Luna                     | tvN     | Oh Choong-hwan                | 16   |      |                       |      |                             |    |
| 2022–2023 | Alchemy of Souls                   | tvN     | Park Joon-hwa                 | 30   |      |                       |      |                             |    |
| ASA       | Can This Love Be Translated?       | Netflix | Yoo Young-eun                 | 10   |      |                       |      |                             |    |

Prêmios e indicações
| Cerimônia de premiação                                            | Ano  | Categoria                                      | Recipiente        | Resultado | Ref.          |
| ----------------------------------------------------------------- | ---- | ---------------------------------------------- | ----------------- | --------- | ------------- |
| 4º Korea Drama Awards                                             | 2011 | Melhor Roteirista                              | The Greatest Love | Indicado  | [ 76 ]        |
| MBC Drama Awards                                                  | 2011 | Drama do Ano                                   | The Greatest Love | Venceu    | [ 77 ]        |
| MBC Drama Awards                                                  | 2011 | Roteirista do Ano                              | The Greatest Love | Venceu    | [ 77 ]        |
| Korea PD Awards                                                   | 2012 | Prêmio Categoria de Produção: Roteirista de TV | The Greatest Love | Venceu    |               |
| 8º New York Television Festival's International TV & Films Awards | 2012 | Prêmio Prata, Categoria Minissérie             | The Greatest Love | Venceu    | [ 78 ] [ 79 ] |
| 48º Baeksang Arts Awards                                          | 2012 | Melhor Drama                                   | The Greatest Love | Indicado  | [ 80 ]        |
| 48º Baeksang Arts Awards                                          | 2012 | Melhor Roteiro (TV)                            | The Greatest Love | Indicado  | [ 80 ]        |
| 7º Seoul International Drama Awards                               | 2012 | Drama Coreano de Excelência                    | The Greatest Love | Indicado  |               |
| 2º Asian Academy Creative Awards                                  | 2019 | Melhor Série Dramática                         | Hotel del Luna    | Indicado  | [ 81 ]        |
| Baeksang Arts Awards                                              | 2023 | Melhor Roteiro – Televisão                     | Alchemy of Souls  | Indicado  | [ 82 ]        |
| 9º Seoul International Drama Awards                               | 2014 | Drama Coreano de Excelência                    | Master's Sun      | Indicado  |               |

### Honras de estado
| País          | Cerimônia                                   | Ano  | Honra ou Prêmio                                    | Ref.   |
| ------------- | ------------------------------------------- | ---- | -------------------------------------------------- | ------ |
| Coreia do Sul | Prêmio Coreano de Cultura e Artes Populares | 2012 | Comenda do Ministro da Cultura, Esportes e Turismo | [ 86 ] |